# Gonimbrasia zambesia
Gonimbrasia zambesia är en fjärilsart som beskrevs av Felder 1874. Gonimbrasia zambesia ingår i släktet Gonimbrasia och familjen påfågelsspinnare. Inga underarter finns listade i Catalogue of Life.